# Red Bull RB13
Chronologie des modèles (2017)
Red Bull RB12 Red Bull RB14
La Red Bull RB13 est la monoplace de Formule 1 engagée par Red Bull Racing dans le cadre du championnat du monde de Formule 1 2017. Elle est pilotée par l'Australien Daniel Ricciardo et par le Néerlandais Max Verstappen. Les pilotes-essayeurs sont le Français Pierre Gasly et l'Espagnol Carlos Sainz.
Conçue par l'ingénieur britannique Adrian Newey, la RB13 est présentée le 26 février 2017 sur le circuit de Barcelone en Espagne.

## Résultats en championnat du monde de Formule 1
| Saison | Écurie          | Moteur                    | Pneus   | Pilotes          | Courses | Courses | Courses | Courses | Courses | Courses | Courses | Courses | Courses | Courses | Courses | Courses | Courses | Courses | Courses | Courses | Courses | Courses | Courses | Courses | Points inscrits | Classement |
| Saison | Écurie          | Moteur                    | Pneus   | Pilotes          | 1       | 2       | 3       | 4       | 5       | 6       | 7       | 8       | 9       | 10      | 11      | 12      | 13      | 14      | 15      | 16      | 17      | 18      | 19      | 20      | Points inscrits | Classement |
| ------ | --------------- | ------------------------- | ------- | ---------------- | ------- | ------- | ------- | ------- | ------- | ------- | ------- | ------- | ------- | ------- | ------- | ------- | ------- | ------- | ------- | ------- | ------- | ------- | ------- | ------- | --------------- | ---------- |
| 2017   | Red Bull Racing | Tag Heuer R.S.17 V6 Turbo | Pirelli |                  | AUS     | CHI     | BAH     | RUS     | ESP     | MON     | CAN     | AZE     | AUT     | GBR     | HON     | BEL     | ITA     | SIN     | MAL     | JAP     | USA     | MEX     | BRE     | ABU     | 368             | 3e         |
| 2017   | Red Bull Racing | Tag Heuer R.S.17 V6 Turbo | Pirelli | Daniel Ricciardo | Abd     | 4e      | 5e      | Abd     | 3e      | 3e      | 3e      | 1er     | 3e      | 5e      | Abd     | 3e      | 4e      | 2e      | 3e      | 3e      | Abd     | Abd     | 6e      | Abd     | 368             | 3e         |
| 2017   | Red Bull Racing | Tag Heuer R.S.17 V6 Turbo | Pirelli | Max Verstappen   | 5e      | 3e      | Abd     | 5e      | Abd     | 5e      | Abd     | Abd     | Abd     | 4e      | 5e      | Abd     | 10e     | Abd     | 1er     | 2e      | 4e      | 1er     | 5e      | 5e      | 368             | 3e         |

Légende : ici